# Elphos brabanti
Elphos brabanti là một loài bướm đêm trong họ Geometridae.